# Grand Prix Herning 2005
Il Grand Prix Herning 2005, quattordicesima edizione della corsa, valido come evento dell'UCI Europe Tour 2005 categoria 1.1, si svolse il 30 aprile 2005 su un percorso totale di circa 201 km. Fu vinto dal danese Michael Blaudzun, che terminò la gara in 4h49'18" alla media di 41,687  km/h.
All'arrivo 62 ciclisti portarono a termine il percorso.

## Ordine d'arrivo (Top 10)
| Pos. | Corridore           | Squadra       | Tempo    |
| ---- | ------------------- | ------------- | -------- |
| 1    | Michael Blaudzun    | Team CSC      | 4h49'18" |
| 2    | Joost van Leijen    | Van Vliet     | a 17"    |
| 3    | Jimmy Hansen        | Team GLS      | a 31"    |
| 4    | Matti Breschel      | Team CSC      | a 56"    |
| 5    | Steffen Radochla    | Wiesenhof     | s.t.     |
| 6    | Michael Reihs       | Designa Køkk. | s.t.     |
| 7    | Jacob Moe Rasmussen | Team GLS      | s.t.     |
| 8    | Bert Scheirlinckx   | Flanders      | a 57"    |
| 9    | Sven De Weerdt      | Cyclingnews   | s.t.     |
| 10   | Christophe Stevens  | Skil-Moser    | s.t.     |